# Bomullssläktet
Se bomull för textilier av bomull.
Bomullssläktet (Gossypium)  är ett växtsläkte som ingår i familjen malvaväxter. Det finns cirka 50 arter, såväl ettåriga som fleråriga. De växer vilt som buskar eller träd i de flesta tropiska trakter. Odling sker för det mesta i subtropiska och tempererade klimat.
När blomman vissnar bildas en kapsel som innehåller många frön, som är bevuxna med långa fröhår (fibrer). Fibrerna kan förädlas till tråd och garn, och av detta kan man tillverka tyg. Bearbetad råbomull, som är ospunnen, kallas vadd. Vadd har god vätskeupptagande förmåga, vilket kommer till pass i många hygieniska sammanhang. Bomull svarar för cirka 30 % av den totala textilfiberkonsumtionen i USA och Västeuropa och cirka 50 % globalt sett.

## Dottertaxa till bomullssläktet, i alfabetisk ordning[2]
- Gossypium anomalum
- Gossypium arboreum
- Gossypium areysianum
- Gossypium aridum
- Gossypium barbadense
- Gossypium bickii
- Gossypium bricchettii
- Gossypium costulatum
- Gossypium cunninghamii
- Gossypium darwinii
- Gossypium enthyle
- Gossypium evertum
- Gossypium exiguum
- Gossypium gossypioides
- Gossypium harknessii
- Gossypium herbaceum
- Gossypium hirsutum
- Gossypium incanum
- Gossypium irenaeum
- Gossypium klotzschianum
- Gossypium laxum
- Gossypium lobatum
- Gossypium londonderriense
- Gossypium longicalyx
- Gossypium marchantii
- Gossypium mustelinum
- Gossypium nelsonii
- Gossypium nobile
- Gossypium pilosum
- Gossypium populifolium
- Gossypium pulchellum
- Gossypium raimondii
- Gossypium robinsonii
- Gossypium rotundifolium
- Gossypium schwendimanii
- Gossypium somalense
- Gossypium stocksii
- Gossypium sturtianum
- Gossypium thurberi
- Gossypium timorense
- Gossypium tomentosum
- Gossypium tridens
- Gossypium trifurcatum
- Gossypium trilobum
- Gossypium triphyllum
- Gossypium turneri
- Gossypium vollesenii
- Gossypium zaitzevii

## Historia
Man har odlat bomull i Indien i stor skala i mer än 5000 år och Mayaindianerna tillverkade bomullsvävnader av hög kvalitet på 600-talet f Kr.
I Manchester har bomullstyg vävts av importerad bomull sedan 1300-talet.
Bomull kom till Sverige under vikingatiden. Som råvara hade bomull mycket liten betydelse i Sverige ännu på 1700-talet. År 1813 anlades det första mekaniska bomullsspinneriet i Sjuntorp, Västergötland och därmed grundades den mekaniska textilproduktionen i Sverige.
Kvaliteten varierar med odlingsområdena. Egyptisk bomull anses särskilt bra, eftersom dess fibrer är mycket långa.
Världsproduktionen är omkring 22 miljoner ton per år.

## Odlingsmetoder
Bomullsbusken behöver ett klimat med 175 till 225 frostfria dygn och under tillväxttiden rikligt med vatten. Under skörden är bomullsfibern känslig för regn, och för en god avkastning och god kvalitet krävs att skörden sker vid torrt och soligt väder.

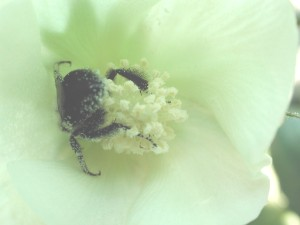
Humla som pollinerar bomull

Bomullsbuskens blommor slår ut som ljust creme-färgade, varefter de skiftar till rosa inom loppet av några dagar. Blomman blir slutligen röd och faller av efter tre dagar.
Frökapseln blir stor som ett hönsägg och efter cirka en månad har fibrerna uppnått sin fulla längd. När kapseln är mogen öppnar den sig och bomullsfibrerna sväller ut och torkar. I kapseln finns omkring 30 stora och tunga frön, som vart och ett har flera tusen fröhår, bomullsfibrer, vars egentliga uppgift är att sprida fröna med vinden.
Den moderna bomullsodlingen är mekaniserad för stordrift, men på många håll förekommer rent manuella odlingar.
I USA, Europa och Australien är bomullsodlingen idag för det mesta mekaniserad. Det finns två huvudtyper av maskiner för bomullsskörd: bomullsplockare och bomullsrivare. Den förra avlägsnar bomullen från frökapseln utan att skada bomullsplantan, medan den senare river av hela frökapseln. Den senare maskintypen används huvudsakligen där det är för blåsigt för att odla den sorts bomull som kan skördas med den skonsammare metoden, samt på sådana fält där man antingen kemiskt orsakat en avlövning, eller där kyla åstadkommit en naturlig sådan.
I tropikerna förekommer fleråriga arter, och om plantan inte avlövas eller fryser bort så fortsätter den att växa.
Bomullsodling är i hög grad beroende av kemiska bekämpningsmedel och konstgödsel.
Viktigaste bomullsproducenterna finns i USA:s södra delar och Kalifornien, Ryssland och Kina följt av Indien, Pakistan, Argentina, Brasilien, Mexiko, Peru, Turkiet, Egypten och Sudan. I mindre skala odlas bomull även på vissa håll i Sydeuropa.

## Fiberns byggnad
Utanför kapselns fröskal bildar bomullsfibern ett fint nästan cirkelrunt rör med mycket tunn vägg. Fibern är fylld med protoplasma som när den nått sin fulla längd börjar omvandlas till en andra vägg av ren cellulosa (kol, väte och syre). Förändringen tar 1,5 till 2 månader beroende på art och odlingsförhållanden.
Cellulosan bildas i olika lager som består av fibriller, mycket tunna, fina trådar som ligger i spiral. Dessa lager är växlande i S- och Z-snodd. Spiralerna har 20 till 100 vridningar per centimeter.
I fibrernas ytskikt och i de närmast underliggande cellskikten finns vax som skyddar fibern mot väta. Vaxet underlättar spinningen och gör fibern smidig, men måste tas bort före behandling som blekning, färgning och annan beredning där vatten eller vattenånga ingår. Vaxet avlägsnas eftersom dess funktion är att hindra vattnet från att tränga in i fibern.
När bomullsfibern mognar torkar den och faller ihop till ett band, som på grund av spiralbyggnaden vrider sig. Tvärsnittet i fibern ändras vid torkningen från nästan cirkelrunt till njurliknande form.

## Behandling efter skörd
Råbomullen packas hårt i balar om 220 kg — 325 kg för leverans till spinnerier. Pressen vid packningen är så stark (50 MPa) att balen blir hård som trä. I spinneriet luckras balen i balbrytaren och rensas från fröskal och annat skräp med hjälp av särskilda maskiner, som lämnar ifrån sig bomullen i form av meterbreda rullar, vadd. I vadden ligger fibrerna huller om buller. Fibrerna läggs någorlunda parallella genom kardning i kardmaskiner och lämnar dessa i form av ett tunt flor. Floret dras ihop till ett löst, ganska tjockt band och förs till ett sträckverk, som kallas förslubb. I en första etapp läggs 6 à 8 tillsammans och förs in mellan ett par roterande valsar. Den ena valsen roterar något fortare än den andra, vilket gör att bomullsfibrerna sträcks och rätas ut. Det utmatade materialet från två sträckverk läggs samman (dubblering) och leds till ett nytt sträckverk, mellanslubben, för en sträckning i en andra etapp. Eventuellt upprepas dubbleringen i nya etapper i en eller flera finslubbar, tills fibrerna ligger raka och välordnat parallellt.
I vissa fall går den kardade bomullen till en kam-maskin, som kammar bort kortare fibrer. Dessa kortare fibrer kallas linters, och tas tillvara och används till bl.a. papperstillverkning och cellulosaderivat. Den återstående delen används för spinning av kamgarn, som blir av särskilt hög kvalitet p.g.a. hög halt av långa fibrer.

## Kvalitetskontroll
Vid varje steg i processen kontrolleras resultatet med mätning av olika egenskaper. Efter det sista steget kontrolleras trådens grovlek. Eftersom tråden är elastisk skulle mätning med mikrometer inte ge något pålitligt resultat. Man löser problemet med en indirekt metod. Först mäter man upp en standardiserad längd av tråden. Sedan väger man den uppmätta tråden på en precisionsvåg. Vikten ger då en indikation av trådens grovlek.

## Användningsområden
Som den mest använda textila fibern förekommer den i alla slags textilier – kläder, hemtextilier, förbandsartiklar och vävda produkter för industriellt bruk. Dess egenskaper kombinerat med lågt pris är grunden för det omfattande bruket. Linters används också för tillverkning av pappersmassa för särskilt fina papper som sedelpapper, och även för tillverkning av cellulosaderivat av hög kvalité.
Bomull är även en råvara vid tillverkning av bomullskrut.

## Etymologi
Bomull är en försvenskning av tyska Baumwolle, det vill säga ”trädull”, ”vegetabilisk ull”.
Engelskans cotton, franskans coton och italienskans cotone kommer av arabiskans qutn, qoton.
Benämningen kattun (försvenskning av cotton) har tidigare använts i Sverige och kom att bli namnet på ett särskilt bomullstyg.

## Bildgalleri

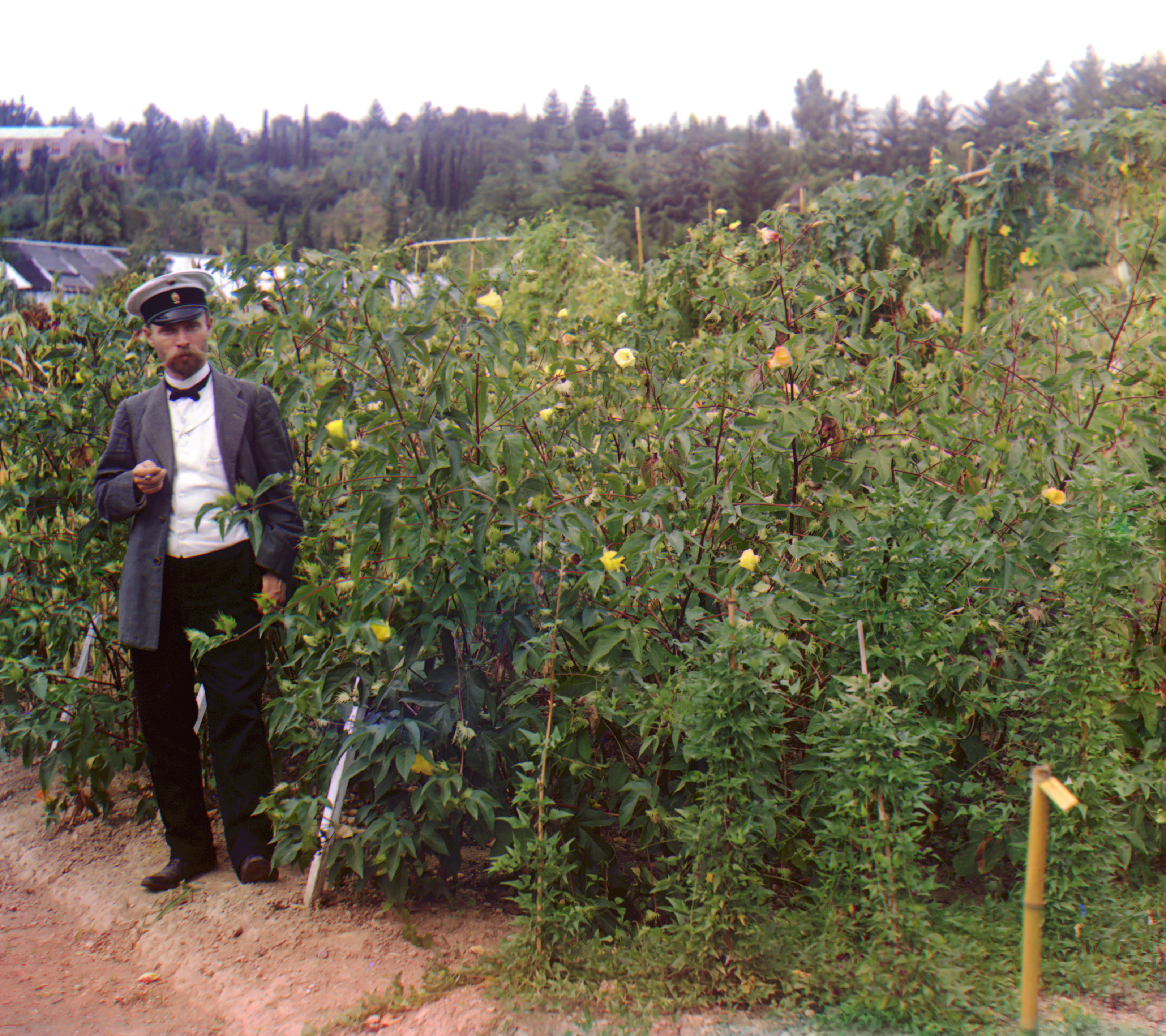
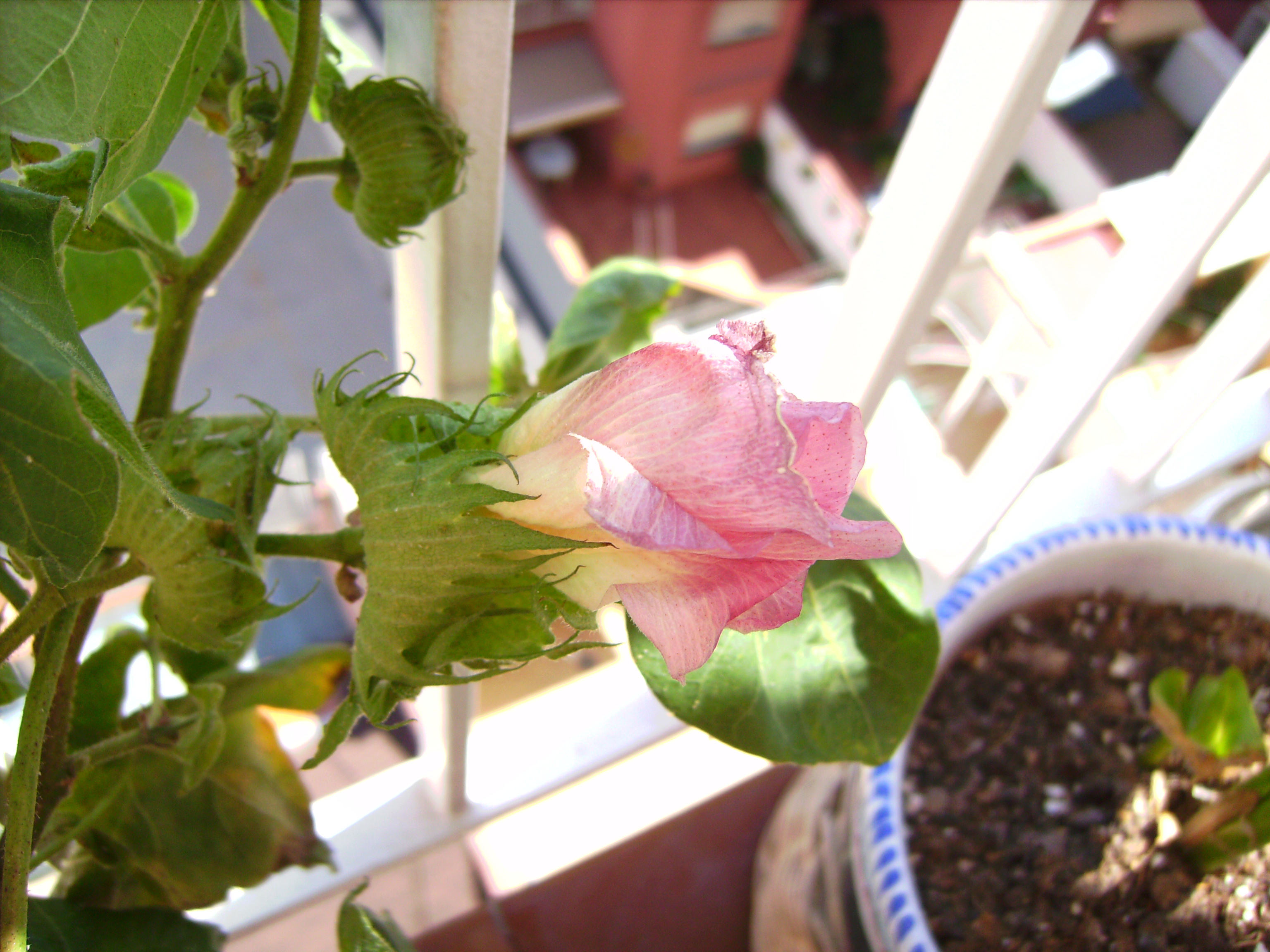
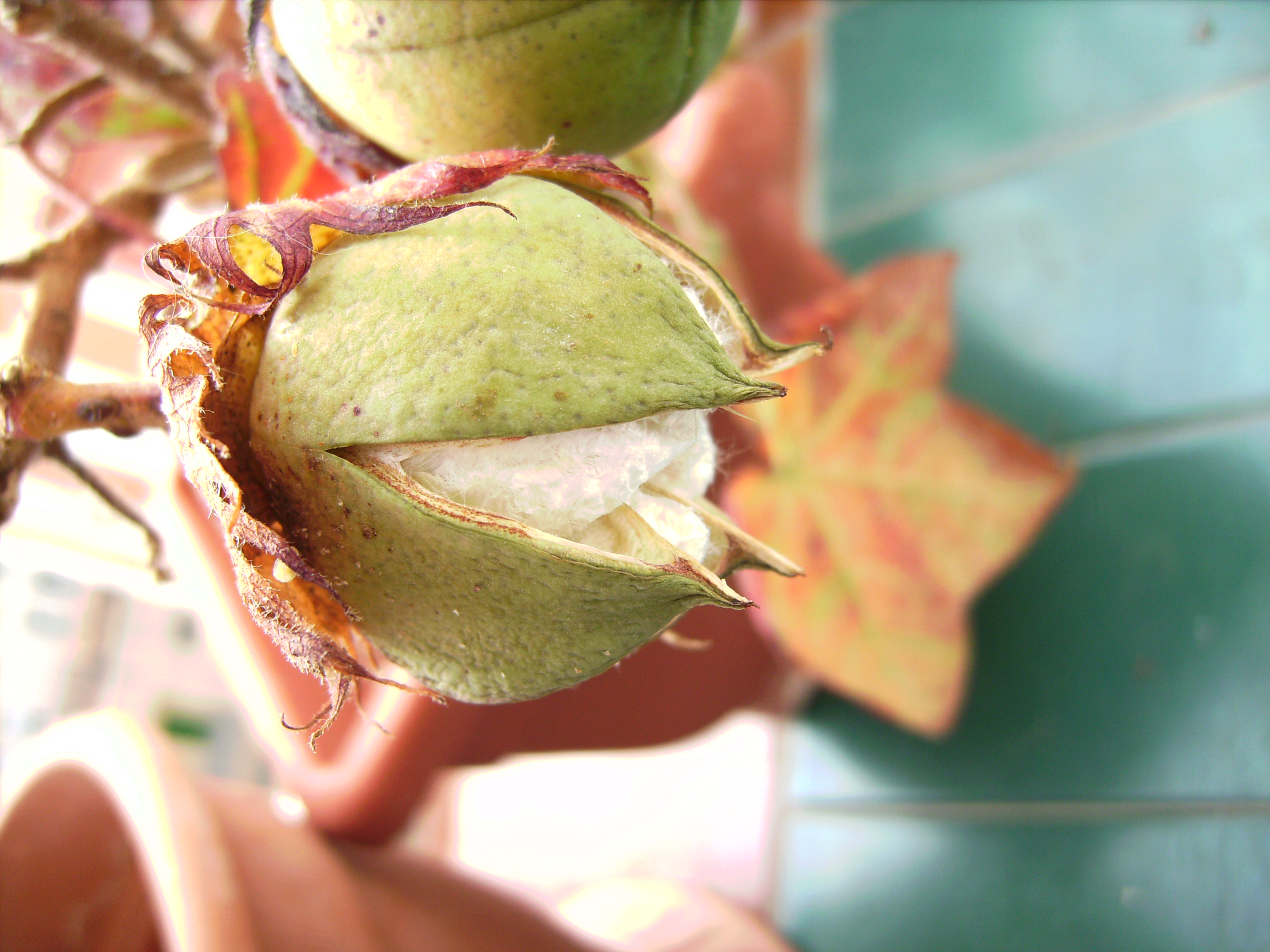
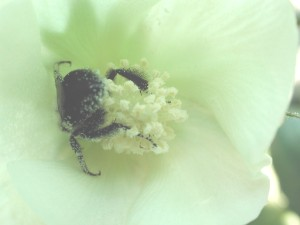
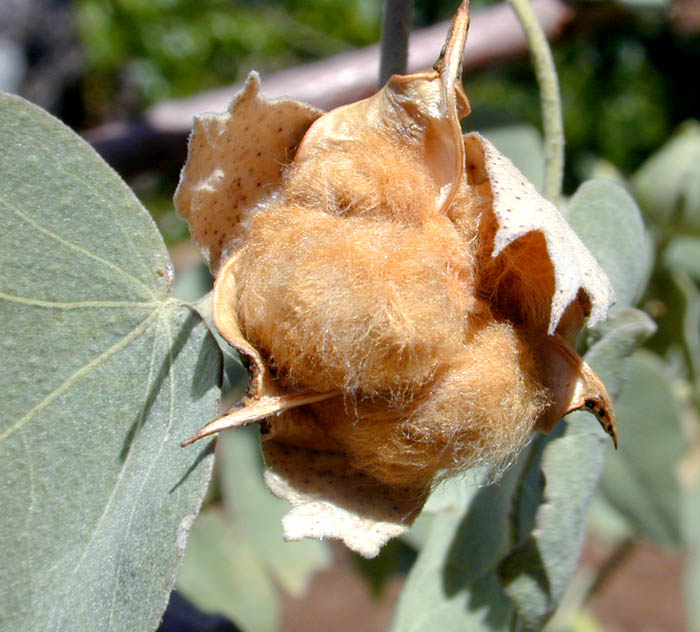
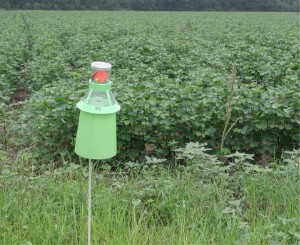